# Васил Атанасов (геолог)
Вижте пояснителната страница за други личности с името Васил Атанасов.
Васил Атанасов е български геолог и дарител.

## Биография
Васил Атанасов Атанасов е роден на 8 април 1933 г. в село Лисец, Ловешко. Средно образование завършва в Народна мъжка гимназия „Христо Кърпачев“ (Ловеч), като е сред първенците на випуск 1951 г. Завършва специалност геология в Минно-геоложкия университет (1957).
Работи като геолог в Бългаските медни мини. Постъпва на работа като асистент в Катедрата по минералогия и петрография на Минно-геоложкия университет в София (1960). Защитава дисертационен труд и получава научната степен кандидат на геолого-минералогическите науки (1973). Хабилитира се като доцент. Има 65 научни публикации в български и международни научни списания. Открива за науката нов минерал, наречен балканит. Пише в съавторство два учебника за студентите от Минно-геоложкия университет.
Работил е в Република Гана и в Република Кипър. Събрал е своя лична колекция в продължение на почти 50 години. Включва 1360 образци минерали, кристали, руди и полезни изкопаеми от България и от света.
Дарява колекцията си на Регионален исторически музей, Ловеч. На нейна основа е създадена Музейна сбирка „Васил и Атанас Атанасови“. Удостоен със специалния баралеф за дарител на годината на Община Ловеч (2006).

## Признание
През 1989 г. неговият син Атанас Василев Атанасов (1959 - 1997) открива и наименова в негова чест новия за науката минерал василит. 